# Калачко възвишение
Кала̀чкото възвишение (на руски: Калачская возвышеность) е ниско възвишение в южната част на Източноевропейската равнина, разположено на територията на Воронежка, Волгоградска и Ростовска област в Русия. Простира се покрай левия бряг на река Дон, между неговите леви притоци Битюг и Хопьор. Максимална височина 239 m (50°48′24″ с. ш. 41°27′32″ и. д. / 50.806667° с. ш. 41.458889° и. д.), в крайната северозападна част на Волгоградска област, Урюпински район.
Изградено е от горнокредни (креда, мергели) и палеогенски (глини, пясъци, пясъчници) седименти, препокрити с ледникови и пясъчно-глинести льосовидни наслаги. Повърхността му е силно разчленена от долини, оврази и суходолия. Основните реки са левите притоци на Дон – Осеред, Толучеевка, Песковатка. Покрито е с обикновени и южни черноземни почви. Тук-таме са се съхранили отделни горски масиви. Степите са разорани и се използват основно за отглеждане на зърнени култури: пшеница, ръж, просо, слънчоглед.

## Топографска карта
- Лист от карта M-37-Б.